# Санди (приток Колумбии)
Санди (англ. Sandy River) — река на северо-западе штата Орегон, США. Левый приток реки Колумбия. Длина составляет 90 км; площадь бассейна — 1316 км². Средний расход воды составляет 65 м³/с.
Берёт начало в Каскадных горах, на западных склонах горы Маунт-Худ и течёт преимущественно в западном северо-западном направлениях, протекая через территорию округов Клакамас и Малтнома. В верхнем течении течёт севернее горы Зигзаг, протекая по территории национального леса Маунт-Худ. Принимает притоки Рашинг-Уотер-Крик (слева) и Мадди-Форк (справа), а затем Лост-Крик и Хорсшу-Крик (слева) и Клир-Крик (справа). Примерно в 66 км от устья река принимает приток Зигзаг, от которой течёт почти параллельно орегонской трассе № 26 на протяжении около 32 км. В 63 км от устья в Санди впадает река Хакет-Крик, а примерно в 60 км от устья — река Салмон. Через 6,4 км после этого река принимает приток Уайлдкат-Крик, а затем — Алдер-Крик и Виски-Крик. В 48 км от устья в реку впадает приток Лилт-Санди. В 39 км от устья на реке располагается город Санди, а в 25 км от устья река Санди отклоняется от трассы № 26. Примерно в 5 км ниже этого места река принимает приток Булл-Ран, а в 26 км от устья входит на территорию округа Малтнома, далее возвращается обратно в Клакамас и входит в Малтнома снова. Чуть ниже принимает приток Бир-Крик. В нижнем течении в Санди впадают реки Сун-Троут-Крик, Гордон-Крик, Бак-Крик, Биг-Крик и Бивер-Крик. Впадает в реку Колумбия примерно в 23 км выше Портленда.